# 傑克森家族
傑克森家族是美國流行音樂一個具有巨大影響力的音樂世家，其家族主要成員誕生於美國印第安納州的蓋瑞市傑克森街2300號（2300 Jackson Street），在1980年代末家族成員移居到加利福尼亞州洛杉磯市北郊恩西诺地區（Encino）的海溫赫斯特大道4641號（4641 Hayvenhurst Avenue）
。

## 家族第一代
- 父親：約瑟夫·沃爾特·「喬」·傑克森（Joseph Walter "Joe" Jackson）

1928年7月26日生於阿肯色州的泉源山（Fountain Hill），2018年6月28日，太平洋时区凌晨3點30分，因罹患胰臟癌去世，享壽89歲；是高中教师Samuel Jackson和他第一任妻子Crystal Lee King的长子，他有兩个弟弟Luther和Lawrence以及一个妹妹Verna。
他的父母在他12歲那年離婚，他隨父親移居到加利福尼亞州的奧克蘭。
18歲他移居到印第安那州並且結了婚，但婚姻只維持了幾個月，並無子女。离婚1年後他結識了現任妻子凱瑟琳·伊瑟·斯庫瑟。1949年他們在蓋瑞市結了婚。
兩人結婚後，約瑟夫曾经致力于當一名拳击手但不久便放弃，接受了另一份工作，成为了蓋瑞市无数钢铁工人中的一员。
他在1950年代末與他的弟弟Luther及另外四個朋友組建了一個搖滾樂團The Falcons。但他們並不成功，也未發行過任何音樂專輯，樂隊不久即解散。
- 母親：凱瑟琳·伊瑟·斯庫瑟（Katherine Esther Scruse）

1930年5月4日生於美國阿拉巴馬州的巴伯縣，是父親Prince Albert Screws與母親Martha Mattie Upshaw的女兒。
她有一個妹妹Hattie Scruse。Katherine在兩歲岁时患过小儿麻痹症，她的腿因此也留下後遺症以至於她行動不便。父親Prince Screws在她四歲那年將姓改為Scruse，隨後家庭移居到印第安納州的蓋瑞。
在這裏她認識了約瑟夫·傑克森並成為他的妻子。
凱瑟琳兼职做收银员。在1963年她加入耶和華見證人（Jehovah's Witnesses）教會，宗教信仰成為他生命中的一部分，並影響到她的幾個孩子。

### 家庭背景
父親傑瑟夫·傑克森和母親凱薩琳·傑克森有九個孩子。傑瑟夫的祖母是黑人的後代，他的另一個遠祖是印第安人。
傑克森家族起初住在一間很簡陋的兩房屋裡，父親傑瑟夫在鑄造廠和鋼鐵工廠工作並住在工廠裡，母親凱薩琳則是擔任收銀員，家中經濟非常拮据。加里市的治安非常混亂，為了避免孩子誤入歧途，父親的管教相當嚴厲。麥可和他的兄弟姐妹們都說他們的父親對孩子非常嚴格，而且經常打罵他們，在家庭暴力的陰影中成長。在一次電視採訪中被問到這個情況時，麥可竟情緒失控哭泣起來。
麥可和他的兄弟姐妹某次因弄壞父親吉他的弦，被要求演奏一段音樂，結果一鳴驚為天人，這使得他們父親產生了「造星」的念頭，希望他們能在音樂界有所造詣。

## 家族第二代
Joseph Jackson與Katherine Jackson有十個孩子，其四子雙胞胎中的弟弟Brandon Jackson在出生不久後即死亡。
- 長女：莫林·瑞萊特·「瑞比」·傑克森（Maureen Reillette "Rebbie" Jackson）

生於1950年5月29日，發行有4張個人專輯
1. Centipede
2. Reaction
3. R U Tuff Enuff
4. Yours Faithfully

- 長子：齊格蒙·艾斯科·「傑基」·傑克森（Sigmund Esco "Jackie" Jackson）

生於1951年5月4日，The Jacksons團體成員，發行有2張個人專輯
1. Jackie Jackson
2. Be The One

- 次子：特利亞諾·阿達瑞奧·「狄托」·傑克森（Toriano Adaryll "Tito" Jackson）

生於1953年10月15日，逝於2024年9月15日，The Jacksons團體成員，只在網絡發行過專輯I Gotta Play。
- 三子：傑曼·拉賈尼·傑克森（Jermaine La Jaune Jackson）

生於1954年12月11日，The Jacksons團體成員，發行過13張個人專輯
1. Jermaine（1972年專輯）
2. Come Into My Life
3. My Name Is Jermaine
4. Feel The Fire
5. Frontiers
6. Let's Get Serious
7. Jermaine（1980年專輯）
8. I Like Your Style
9. Let Me Tickle Your Fancy
10. Dynamite
11. Precious Moments
12. Don't Take It Personal
13. You Said

- 次女：拉托亞·伊馮妮·傑克森（La Toya Yvonne Jackson）

生於1956年5月29日，發行有11張個人專輯
1. La Toya Jackson
2. My Special Love
3. Heart Don't Lie
4. Imagination
5. La Toya
6. Bad Girl
7. No Relations
8. Formidable
9. From Nashville To You
10. Stop In The Name Of Love
11. Startin' Over

- 四子雙胞胎哥哥：馬龍·大衛·傑克森（Marlon David Jackson）[2]

生於1957年3月12日，The Jacksons團體成員，發行有1張個人專輯Baby Tonight。
- 四子雙胞胎弟弟：布蘭登·傑克森（Brandon Jackson）

生於1957年3月12日，出生不久即死亡。

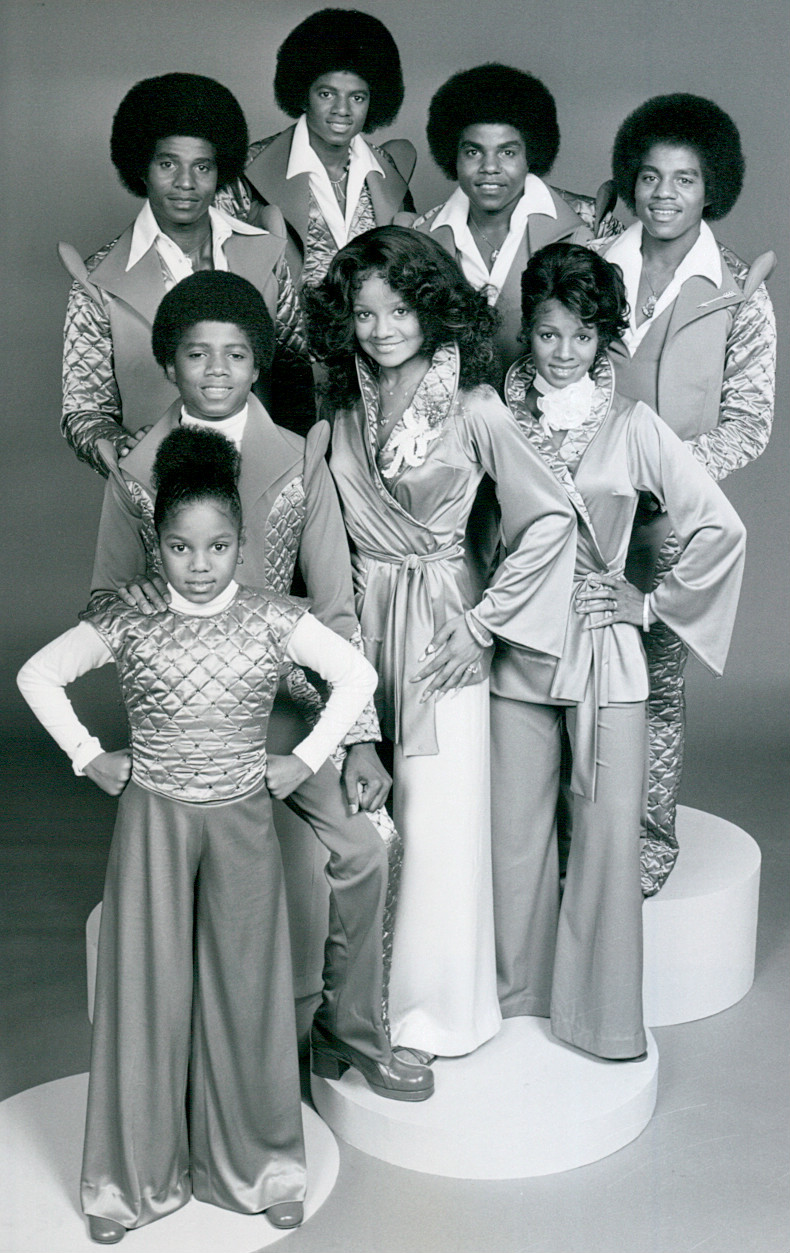
1977年傑克森家族電視特集的宣傳照片，後排從左至右為傑基、麥可、狄托、馬龍，前排從左至右為蘭迪、拉托亞、瑞比，最前方是珍娜，其中沒有傑曼

- 五子：麥克·約瑟夫·傑克森（Michael Joseph Jackson）

生於1958年8月29日，逝於2009年6月25日，The Jacksons團體成員，是家族乃至全世界最成功最有影響力的人
1. Got To Be There
2. Ben
3. Music & Me
4. Forever, Michael
5. Off the Wall
6. Thriller
7. Bad
8. Dangerous
9. HIStory: Past, Present and Future, Book I
10. Blood on the Dance Floor: HIStory in the Mix
11. Invincible
12. Number Ones
13. The Essential
14. THIS IS IT
15. Michael
16. Xscape

- 六子：史蒂文·蘭道爾·蘭迪·傑克遜（Steven Randall "Randy" Jackson）

生於1961年10月29日，The Jacksons團體成員，發行有1張個人專輯Randy & The Gypsys。
- 三女：珍娜·達米塔·喬·傑克森（Janet Damita Jo Jackson）

生於1966年5月16日，音樂成就僅次於麥克·傑克森，發行有11張專輯
1. Janet Jackson
2. Dream Street
3. Control
4. Janet Jackson's Rhythm Nation 1814
5. janet.
6. The Velvet Rope
7. All For You
8. Damita Jo
9. 20 Y.O.
10. Discipline
11. Unbreakable

### 私生子女
Joseph Jackson還與Cheryl Terrell（雪濃·特勒爾）有一個私生女
- 嬌沃妮·傑克森（Joh'Vonnie Jackson）

生於1974年8月30日。

## 家族第三代
- Rebbie Jackson與Nathaniel Brown有三個孩子

1. 長女Stacee Brown生於1971年，Stacee是一名歌手與歌曲作者，她的兒子London Blue生於2005年
2. 次女Yashi Brown生於1977年，Yashi是一名歌手與歌曲作者
3. 兒子Austin Brown生於1985年，是一名歌手與唱片製作人，只在網路公開過歌曲

- Jackie Jackson與Enid Spann有兩個孩子

1. 兒子Sigmund Esco "Siggy" Jackson, Jr.生於1977年，是一名說唱歌手，藝名DealZ，只在網路公開過歌曲
2. 女兒Brandi Jackson生於1982年，收養的女兒。

- Tito Jackson
  - 與Delores "Dee Dee" Martez有三個孩子

  1. 長子Tariano Adaryll Jackson, Jr.生於1973年，是流行樂團體3T的成員，發行過兩張專輯
  2. 次子Taryll "Taryll" Adren Jackson生於1975年，是流行樂團體3T的成員，發行過兩張專輯
  3. 三子Tito Joe "TJ" Jackson, Jr.生於1978年，是流行樂團體3T的成員，發行過兩張專輯。他的孩子Royalty生於2000年

- Jermaine Jackson
  - 與首任妻子黑澤爾·高迪[註 1]（Hazel Gordy）有三個孩子

  1. Jermaine Lu Juane Jackson生於1977年
  2. Autumn Joy Jackson生於1978年
  3. Jaimy Jackson生於1987年

  - 與Margaret Maldonado有兩個私生子

  1. Jeremy Jackson生於1986年
  2. Jourdynn Jackson生於1989年

  - 與第二任妻子Alejandra Oaziaza有兩個孩子

  1. Jaffar Jackson生於1996年
  2. Jermajesty Jackson生於2000年

  - 與第三任妻子Halima Rashid無子女。

- LaToya Jackson
  - 與Jack Gordon（傑克·高登）無子女。
  - 與Carol Parker有三個孩子

  1. Valencia Jackson生於1977年，她的兒子Noah生於2006年
  2. Brittany Jackson生於1978年
  3. Marlon David Jackson, Jr.生於1985年，是說唱團體M.D.P. (Modern Day Poets)的成員，擔任製作人與M.C.，藝名Chye Beats，發行有一張專輯

- Michael Jackson
  - 與首任妻子莉萨·玛丽·普雷斯利（艾維斯·普里斯萊的女兒）無子女。
  - 與第二任妻子，他的皮膚科護士黛比·羅薇有兩個孩子

  1. Prince Michael Jackson或稱小麥可·約瑟夫·傑克森（Michael Joseph Jackson, Jr.）生於1997年
  2. 芭莉絲-麥可·凱瑟琳·傑克森（英语：Paris Jackson (actress)）（Paris-Michael Katherine Jackson）生於1998年，為一名女演員、模特兒、歌手與社會運動者

  - 還與一名代孕女子有一個孩子

  1. Prince Michael Jackson II或稱Blanket Jackson生於2002年

- Randy Jackson
  - 與Eliza Shaffel有一個孩子

  1. Steveanna Jackson生於1990年

  - 與Alejandra Oaziaza有三個孩子

  1. Genevieve Jackson生於1989年
  2. Donte Jackson生於1991年
  3. Steven Randall Jackson, Jr.生於1991年

- Janet Jackson
  - 與James DeBarge無子女
  - 與Rene Elizondo, Jr.無子女
  - 與Jermaine Dupri無子女
  - 與Wissam Al Mana有一個孩子

  1. Eissa Al Mana生於2017年

## 相關鏈接
- 傑克森五人組